# ويل هولدن
ويل هولدن (بالإنجليزية: Will Holden)‏ هو لاعب كرة قدم أمريكية أمريكي، ولد في 14 سبتمبر 1993 في غرين كوف سبرنغز في الولايات المتحدة.

## وصلات خارجية
- ويل هولدن على موقع مرجع كرة القدم المحترفة.كوم (الإنجليزية)